# Machilly
Machilly [maʃiji] est une commune française située dans le département de la Haute-Savoie, en région Auvergne-Rhône-Alpes et dans l'agglomération du Grand Genève. Elle se situe à côté des communes de Bons-en-Chablais et Saint-Cergues.

## Géographie

### Situation
Les altitudes minimum et maximum de Machilly sont respectivement de 459 m et 1 129 m. Le village se situe dans le massif du Chablais et s’étend sur une superficie de 5,76 km2.
À l’échelle nationale et internationale, Machilly est située, par la route, à 20,4 kilomètres au sud-ouest de Thonon-les-Bains, à 12 kilomètres au nord-est d'Annemasse, à 42 kilomètres au nord-est d'Annecy et à 19.5 kilomètres au nord-est de Genève.

### Voies de communication et transports

#### Gare SNCF

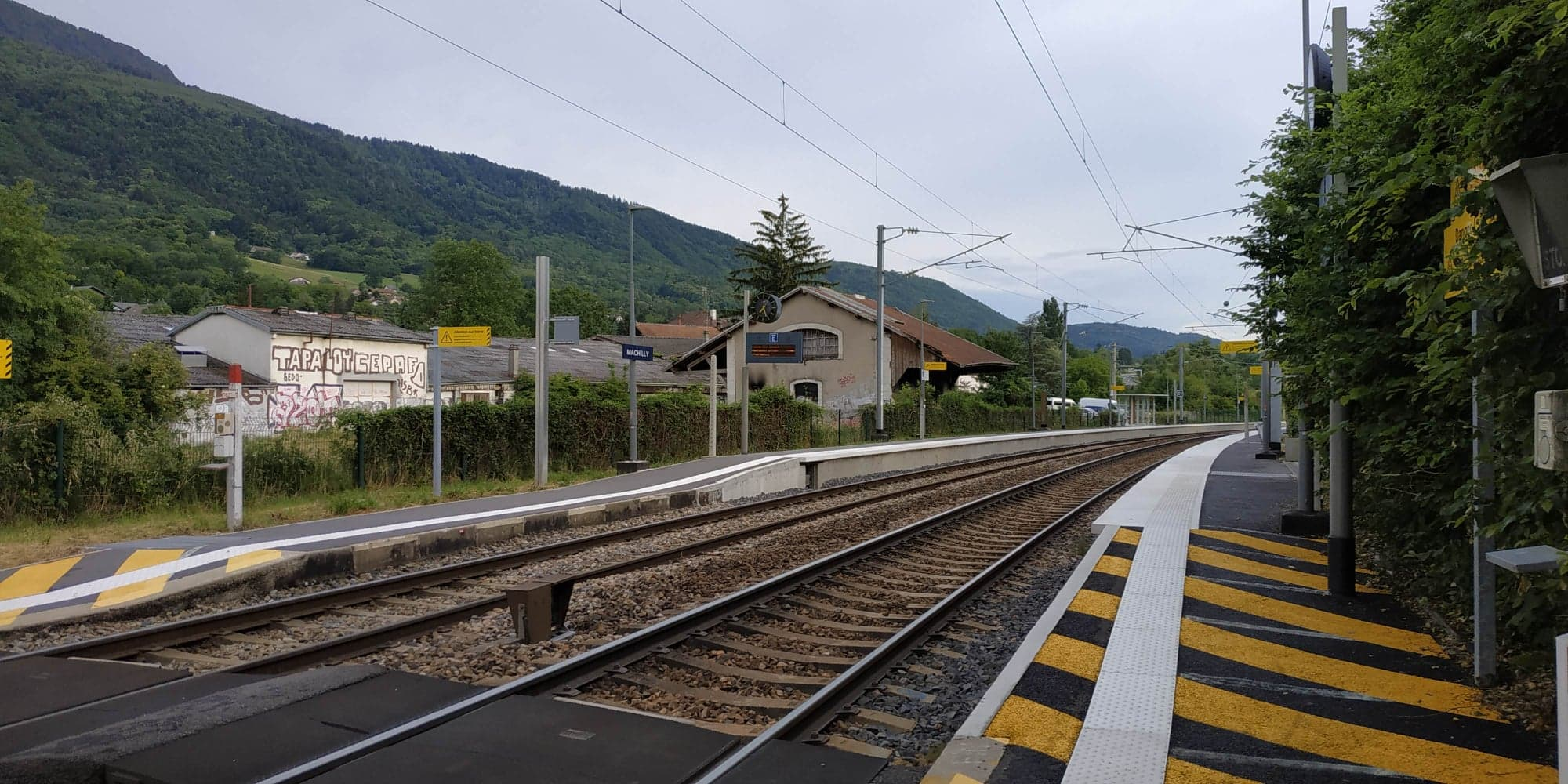
Gare SNCF de Machilly.

La gare de Machilly, de la ligne Longeray-Léaz au Bouveret,  est desservie par des TER Auvergne-Rhône-Alpes (en provenance d'Évian-les-Bains et à destination d'Annemasse, de Bellegarde, de Lyon-Part-Dieu ou de Lyon-Perrache) et par le Léman Express L1 (en provenance d'Évian-les-Bains et à destination de Coppet).

#### Transport routier
La commune est accessible par l'autoroute A40, sortie no 14 à Annemasse, puis par la route départementale no 1206, ensuite par la D903 direction Machilly, Bons-en-Chablais et Thonon-les-Bains.
La commune est desservie par les transports annemassiens collectifs (TAC) et par les transports en commun de Thonon-les-Bains (Star't).

## Urbanisme

### Typologie
Au 1er janvier 2024, Machilly est catégorisée ceinture urbaine, selon la nouvelle grille communale de densité à sept niveaux définie par l'Insee en 2022.
Elle appartient à l'unité urbaine de Saint-Cergues, une agglomération intra-départementale regroupant trois  communes, dont elle est une commune de la banlieue,,. Par ailleurs la commune fait partie de l'aire d'attraction de Genève - Annemasse (partie française), dont elle est une commune de la couronne,. Cette aire, qui regroupe 158 communes, est catégorisée dans les aires de 700 000 habitants ou plus (hors Paris),.

### Occupation des sols
L'occupation des sols de la commune, telle qu'elle ressort de la base de données européenne d’occupation biophysique des sols Corine Land Cover (CLC), est marquée par l'importance des territoires agricoles (40,9 % en 2018), une proportion sensiblement équivalente à celle de 1990 (41,1 %). La répartition détaillée en 2018 est la suivante : 
forêts (37,5 %), terres arables (32,1 %), zones urbanisées (14,8 %), espaces verts artificialisés, non agricoles (4,7 %), prairies (4,6 %), zones agricoles hétérogènes (4,2 %), zones humides intérieures (2,1 %).
L'IGN met par ailleurs à disposition un outil en ligne permettant de comparer l’évolution dans le temps de l’occupation des sols de la commune (ou de territoires à des échelles différentes). Plusieurs époques sont accessibles sous forme de cartes ou photos aériennes : la carte de Cassini (XVIIIe siècle), la carte d'état-major (1820-1866) et la période actuelle (1950 à aujourd'hui).

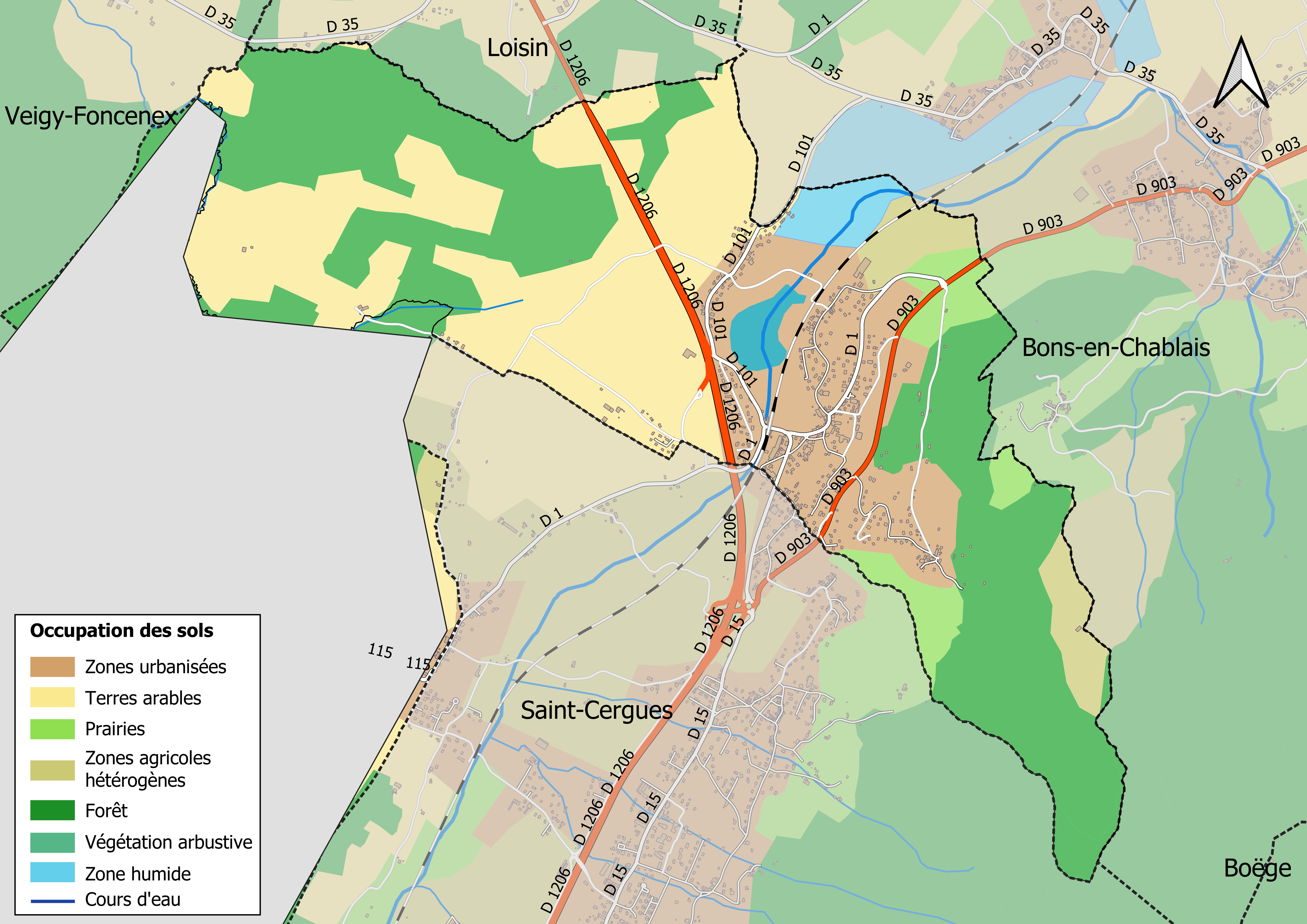
Carte des infrastructures et de l'occupation des sols en 2018 (CLC) de la commune.
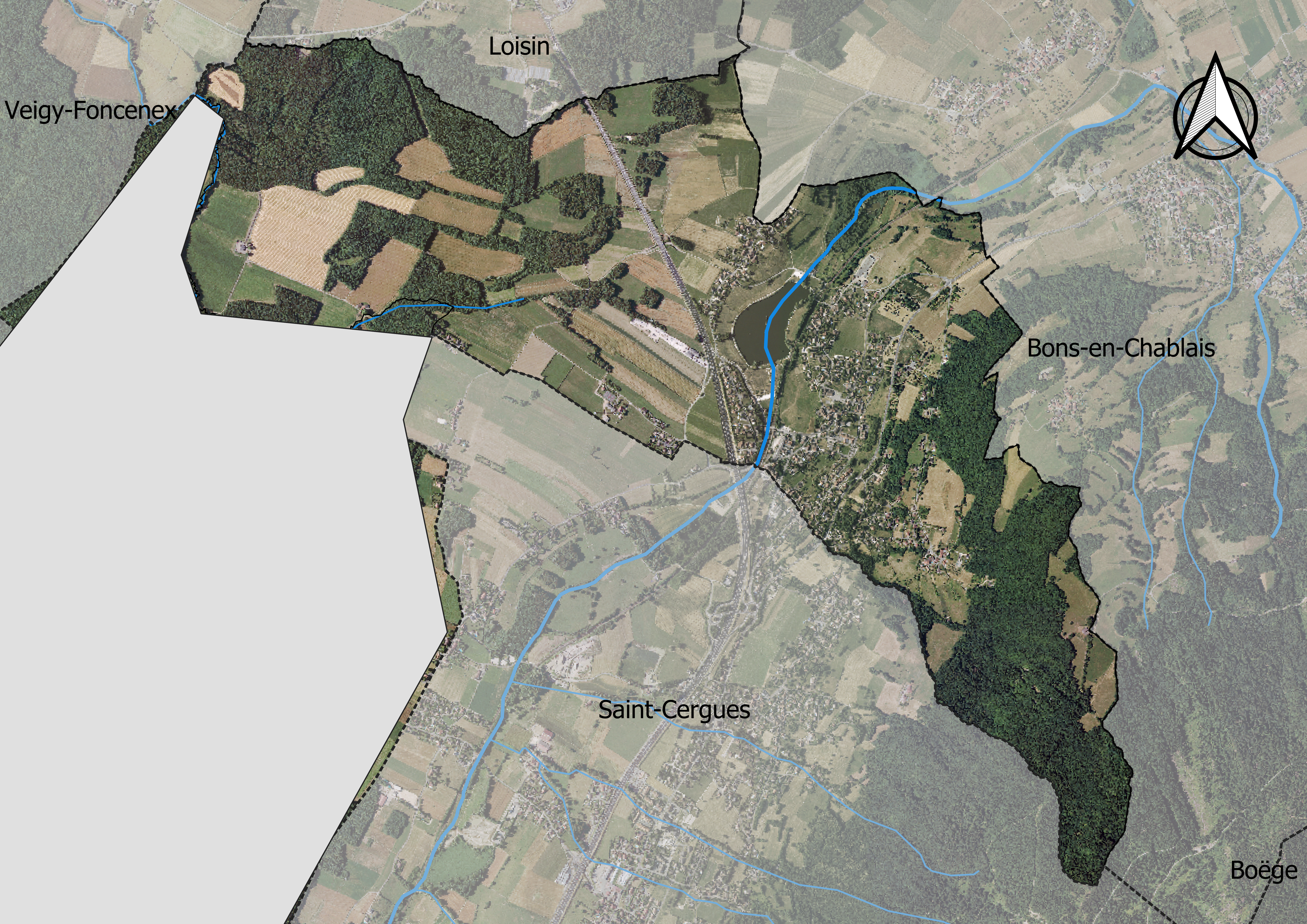
Carte orthophotogrammétrique de la commune.

## Toponymie
En francoprovençal, le nom de la commune s'écrit Maschlyi (graphie de Conflans) ou Machelyi (ORB).

## Histoire
La paroisse est unie à celle de Saint-Cergues de 1803 à 1821.
Entre 1780 et 1837, Machilly fait partie de la province de Carouge, division administrative des États de Savoie, puis de la province du Faucigny, comme le reste du mandement d'Annemasse (1837-1860).
Lors des débats sur l'avenir du duché de Savoie, en 1860, la population est sensible à l'idée d'une union de la partie nord du duché à la Suisse. Une pétition circule dans cette partie du pays (Chablais, Faucigny, Nord du Genevois) et réunit plus de 13 600 signatures, dont 117 pour la commune,. Le duché est réuni à la suite d'un plébiscite organisé les 22 et 23 avril 1860 où 99,8 % des Savoyards répondent « oui » à la question « La Savoie veut-elle être réunie à la France ? ».

## Politique et administration

### Politique et administration
| Période                                  | Période  | Identité                   | Étiquette | Qualité                                                       |
| ---------------------------------------- | -------- | -------------------------- | --------- | ------------------------------------------------------------- |
| avant 1900                               | 1909     | César Lionnet              | ...       | ...                                                           |
| 1909                                     | 1919     | François Dutil             | ...       | ...                                                           |
| 1919                                     | 1925     | Claude Dupraz              | ...       | ...                                                           |
| 1925                                     | 1945     | Eugène Tardy               | SFIO      | Conseiller d'arrondissement du canton d'Annemasse (1934-1940) |
| 1945                                     | 1947     | Henri Girod                | ...       | ...                                                           |
| 1947                                     | 1963     | Félix Charmot              | ...       | ...                                                           |
| 1963                                     | 1971     | Henri Briffod              | ...       | ...                                                           |
| 1971                                     | 2001     | Camille Lavy               | ...       | ...                                                           |
| mars 2001                                | 2020     | Jacques Bouvard            | ...       | ...                                                           |
| mai 2020                                 | En cours | Pauline Plagnat-Cantoreggi | ...       | ...                                                           |
| Les données manquantes sont à compléter. |          |                            |           |                                                               |

## Population et société

### Démographie
Les habitants de la commune sont appelés les Machilliennes et les Machilliens.
L'évolution du nombre d'habitants est connue à travers les recensements de la population effectués dans la commune depuis 1793. Pour les communes de moins de 10 000 habitants, une enquête de recensement portant sur toute la population est réalisée tous les cinq ans, les populations de référence des années intermédiaires étant quant à elles estimées par interpolation ou extrapolation. Pour la commune, le premier recensement exhaustif entrant dans le cadre du nouveau dispositif a été réalisé en 2005.

En 2022, la commune comptait 1 139 habitants, en évolution de +5,17 % par rapport à 2016 (Haute-Savoie : +6,01 %, France hors Mayotte : +2,11 %).
| 1793 | 1800 | 1806 | 1822 | 1838 | 1848 | 1858 | 1861 | 1866 |
| ---- | ---- | ---- | ---- | ---- | ---- | ---- | ---- | ---- |
| 332  | 250  | 255  | 400  | 472  | 567  | 443  | 389  | 469  |

| 1872 | 1876 | 1881 | 1886 | 1891 | 1896 | 1901 | 1906 | 1911 |
| ---- | ---- | ---- | ---- | ---- | ---- | ---- | ---- | ---- |
| 510  | 508  | 503  | 436  | 484  | 449  | 445  | 395  | 366  |

| 1921 | 1926 | 1931 | 1936 | 1946 | 1954 | 1962 | 1968 | 1975 |
| ---- | ---- | ---- | ---- | ---- | ---- | ---- | ---- | ---- |
| 387  | 411  | 401  | 426  | 415  | 433  | 475  | 548  | 635  |

| 1982 | 1990 | 1999 | 2005 | 2006 | 2010 | 2015  | 2020  | 2022  |
| ---- | ---- | ---- | ---- | ---- | ---- | ----- | ----- | ----- |
| 683  | 829  | 862  | 954  | 973  | 957  | 1 075 | 1 104 | 1 139 |

### Médias

#### Radios et télévisions
La commune est couverte par des antennes locales de radios dont France Bleu Pays de Savoie, ODS Radio… Enfin, la chaîne de télévision locale TV8 Mont-Blanc diffuse des émissions sur les pays de Savoie. Régulièrement, l'émission La Place du village expose la vie locale. France 3 et sa station régionale France 3 Alpes peuvent parfois relater les faits de vie de la commune.

#### Presse et magazines
La presse écrite locale est représentée par des titres comme Le Dauphiné libéré, L'Essor savoyard, Le Messager - édition Faucigny, le Courrier savoyard.

### Manifestations culturelles et festivités
- Fête du boudin, le premier dimanche de février.
- Soirée moules-frites de l'Harmonie municipale le premier samedi d'avril et d'octobre.

## Économie
Machilly est "la capitale historique de la framboise" (reportage diffusé sur France 3, émission "Météo à la carte", vendredi 9 septembre 2022).

## Culture et patrimoine

### Personnalités liées à la commune
RODALAPROD célèbre beatmaker a décidé de prendre sa retraite dans la paisible ville de MACHILLY.

Après une carrière réussi dans la musique il décida de se lancer dans le foot à l'ASCA en tant que buteur ce qui lui a permis d'être transférable au Real de Madrid il décida de refuser et de reprendre une nouvelle retraite mais cette fois si sportive car il voulais se rapprocher de son Chablaistan la où toute l'histoire a commencé

### Héraldique
| Armes de Machilly | Les armes de Machilly se blasonnent ainsi : Écartelé : au premier et au quatrième de sable au lion d'or, armé, lampassé de gueules et chargé sur l'épaule d'un croissant contourné d'azur ; au deuxième et au troisième d'azur au château d'or senestré d'un mur du même ; le tout sommé d'un chef de gueules chargé d'une croix d'argent. |